# Winnetou III: Ostatnia walka
Winnetou III: Ostatnia walka (niem. Winnetou 3. Teil, serb.-chorw. Winnetou III, wł. Desperado Trail) – zachodnioniemiecko-jugosłowiańsko-włoski film przygodowy z 1965 roku. Film jest częścią cyklu o przygodach Apacza Winnetou oraz jego białego przyjaciela Old Shatterhanda zainspirowanego powieściami Karla Maya.

## Fabuła
Winnetou i Old Shatterhand zostają niesłusznie oskarżeni przez bandytów o zabicie wodza Indian z plemienia Jicarillo. Z pomocą trapera Sama Hawkensa udaje się im zbiec przed zemstą plemienia.

## Obsada
- Pierre Brice – Winnetou
- Thomas Eckelmann – Winnetou (głos)
- Lex Barker – Old Shatterhand
- Gert Günther Hoffmann – Old Shatterhand (głos)
- Rik Battaglia – Rollins
- Arnold Marquis – Rollins (głos)
- Ralf Wolter – Sam Hawkens
- Sophie Hardy – Ann
- Marianne Lutz – Ann (głos)
- Carl Lange – gubernator
- Curt Ackermann – gubernator (głos)
- Mihail Baloh – Gomez
- Friedrich W. Bauschulte – Gomez (głos)
- Aleksandar Gavrić – Kid
- Michael Chevalier – Kid (głos)
- Ilija Ivezić – Clark
- Edgar Ott – Clark (głos)
- Veljko Maricić – Vermeulen
- Konrad Wagner – Vermeulen (głos)
- Dušan Antonijević – Biały Bizon
- Slobodan Dimitrijević – Szybka Pantera
- Lutz Moik – Szybka Pantera (głos)
- Šimun Jagarinec – Czerwone Pióro
- Dragutin Felba – Brown
- Iwan Novak – Junger Mann
- Dusan Vujisić – Scotter
- Josip Zappalorto – medyk wojskowy
- Milan Micić – porucznik O'Hara
- Rikard Brzeska – człowiek na szybie
- Miro Buhin, Ivo Kristof – bandyci w stajni
- Gojko Mitić – Jicarilla
- Joachim Nottke – narrator (głos)

## Wersja polska
Wersja polska: Studio Opracowań Filmów w Warszawie

Reżyseria: Jerzy Twardowski

Wystąpili:
- Henryk Czyż – Winnetou
- Mariusz Dmochowski – Old Shatterhand
- Cezary Julski – Rollins
- Konrad Morawski – Sam Hawkens
- Anna Łubieńska – Ann
- Zygmunt Maciejewski – gubernator

i inni